# سانتا ماریا د هوئرتا
سانتا ماریا د هوئرتا (به اسپانیایی: Santa María de Huerta) یک دهستان در اسپانیا است که در سریا واقع شده‌است.

## خصوصیات
سانتا ماریا د هوئرتا ۴۸ کیلومترمربع مساحت و ۴۱۹ نفر جمعیت دارد.